# Съединителна морфема
Съединителната морфема няма нито лексикално, нито граматическо значение, а служи само за свързване на няколко думи в една. Възможно е и пряко свързване (без съединителна морфема).

## В българския език
За съединителната морфема в българския език по-често се използва названието съединителна гласна, понеже тя е някоя от гласните о, е, и. Обикновено се използват гласните о и е, като изборът зависи от типа на основата пред гласната:
- След твърда основа се използва съединителната гласна о:

чинопочитание, миролюбив, гостоприемен, водомер, дърводобив, черноок, първобитен.
- След мека основа се използва съединителната гласна е:

огнедишащ, царедворец, пътепоказател, земемер, мореплавател, синеок, своеобразен.
Типът на основата (твърда или мека) се познава така:
- За съществителните от мъжки род, завършващи на съгласна в ед.ч.: от определителния член.

Примери: чинът, мирът, гостът; но огънят, царят, пътят.
- За съществителните имена, завършващи на гласна в ед.ч.: от окончанието.

Примери: вода и дърво, но земя и море.
- За прилагателните и числителните имена и някои местоимения: от окончанието за ж.р. и ср.р. в ед.ч.

Примери:
черна и черно, но синя и синьо;
първа и първо, но своя и свое.
Всички основи, завършващи на й в м.р. ед.ч., са меки и й изчезва пред е.
Примери:
от думата край се получава краезнание;
от думата свой се получава своеобразен.
Съществителните от женски род, завършващи на съгласна в ед.ч., могат да имат твърда или мека основа.
Примери:
вестоносец, но целесъобразен.
Горните правила не важат за основи, завършващи на ж, ч, ш, щ, ц. Например прилагателните овчи и гъши притежават твърди окончания в ж.р. ед.ч. (овча, гъша), обаче меки окончания в ср.р. ед.ч. (овче, гъше). Това се дължи на факта, че шушкавите звукове са само твърди в съвременния български книжовен език. В тези случаи типът на основата се познава от окончанието в ср.р. ед.ч., тоест това са меки основи. Подобен проблем възниква при съществителни имена от женски род като душа, лъжа, овца и птица, които завършват на твърда гласна, но имат меки основи. Историческата мекост на шушкавите съгласни и ц е причина за мекостта на повечето основи в съвременния български език, завършващи на ж, ч, ш, щ, ц.
Примери:
лъжесвидетел, душевадец, мишелов, същевременно, овчедушие, овцевъдство, птицечовка.
От друга страна, шушкавите съгласни са затвърдели в съвременния български книжовен език, поради което някои основи, завършващи на шушкава съгласна, щ или ц, са твърди:
кожодер, мечоносец, свещоливница, трапецовиден.
Сред думите от мъжки род също има изключения:
сънотворен, денонощен.
Тези думи не се подчиняват на правилата, формулирани по-горе, защото се свързват със следващата дума чрез твърда съединителна гласна, въпреки че се членуват меко (денят, сънят). Обяснение се намира в историята на двете думи. Думата ден е завършвала на мека съгласна в старобългарския език () и тази мекост се пази в членуваната форма (денят), но не и в бройната форма (три дена, не три деня). Тоест основата на думата ден е изгубила мекостта си частично. Обратният процес е засегнал думата сън. В старобългарския език тя е завършвала на твърда съгласна () и отначало се е членувала сънът. С развитието на езика съгласната н се е смекчила; през XX век постепенно се е наложила формата сънят. Обаче твърдостта на основата се пази в производни думи като съновидение.
Типът на основата влияе и на други редувания на гласните о и е, например при формативите -ота и -ета за образуване на съществителни от женски род:
чистота, яснота, слепота, лошота, но нищета
(тук основите на ш се съчетават с твърдо окончание);
както и при комбинациите от наставки -овен и -евен за образуване на прилагателни:
духовен, световен, но душевен, плачевен,
като тук основите на ж и щ привличат твърдата гласна:
къщовен, лъжовен, грижовен, книжовен.
Съединителната гласна и се използва в отделни думи под влияние на руския език:
десетилетие, петилетка.
Тези основи са твърди, както личи от следните примери:
десетолевка, петолиние.
Доста често думи се свързват без съединителна морфема:
седемметров, шестгодишен, кандидатстудентски, националсоциалистически, свръхпроводимост.
При този начин на свързване често се получава струпване на съгласни и дори двойни съгласни.
Въпреки че в българския език поначало се избягва образуването на твърде дълги думи, все пак съществуват думи с повече от една съединителна гласна, например самолетоносач.
Обикновено съединителната морфема свързва два корена (сладолед, въртокъщник, краесловен), но няма пречка да застане след наставка или пред представка:
черноморски, самопожертвувателен.

## В други езици
Съединителни морфеми съществуват и в други езици. Например в немския език се използва съгласната s:
Geburtstagsgeschenk (подарък за рожден ден).
В немския език думите често се свързват без съединителна морфема:
Spielkarte (карта за игра);
Stuhllehne (облегалка на стол).
Двата начина могат да се съчетаят в една дума:
Nummernschildbedruckungsmaschine (машина за печат на регистрационни номера).
В английския език няма съединителна морфема, думите се свързват направо:
handkerchief (носна кърпа);
forget-me-not (незабравка).
Съединителните морфеми в руския език са подобни на българските
 с тази разлика, че в руския език много повече основи пазят мекостта си:
- Съединителната гласна е о, ако основата пред нея завършва на твърда съгласна:

звукорежиссёр, рыболов, беломраморный, длинноволосый.
- Съединителната гласна е е, ако основата пред нея завършва:

- на мека съгласна: кораблекрушение (от корабль), нефтепровод (от нефть);
- на шушкава съгласна: тысячелетие, старшеклассник, овощехранилище, дружелюбный;
- на ц: солнцестояние, птицелов.

- Понякога крайните меки съгласни в, н, р, т се произнасят твърдо, което води до използването на различни съединителни гласни след една и съща основа:

кровеносный (от кровь), но кровожадный;
песнетворчество (от песня), но песнопение;
костедробильный (от кость), но косторезный.
- След основи на ц понякога са възможни различни образувания.

Например следните думи са производни на думата трапеция:
трапецеидальный, трапециевидный, трапецоэдр.
В руския език е възможно да се свързват думи и без съединителна морфема:
азотсодержащий, впередсмотрящий.
Първата дума обикновено е в основната си форма. Но ако се свързва цяло словосъчетание, понякога се запазва падежното окончание на първата дума:
сумасшедший, умалишённый.
Когато първата дума е числително име, тя се свързва без съединителна гласна, във формата си за родителен падеж:
трёхметровый, пятиразовый, семилетка.
Изключение са числителните один, девяносто, сто и тысяча:
одногодичный, девяностолетие, стократный, тысячеустый.
Числителното сорок се свързва по два начина:
- без съединителна гласна, във формата си за родителен падеж,

когато означава точно количество, например сорокадневный;
- със съединителна гласна о, в основната си форма,

когато не означава точно количество, например сорокоуст.